# Boston Society of Film Critics Awards 2009
30. ročník předávání cen asociace Boston Society of Film Critics Awards se konal 13. prosince 2009.

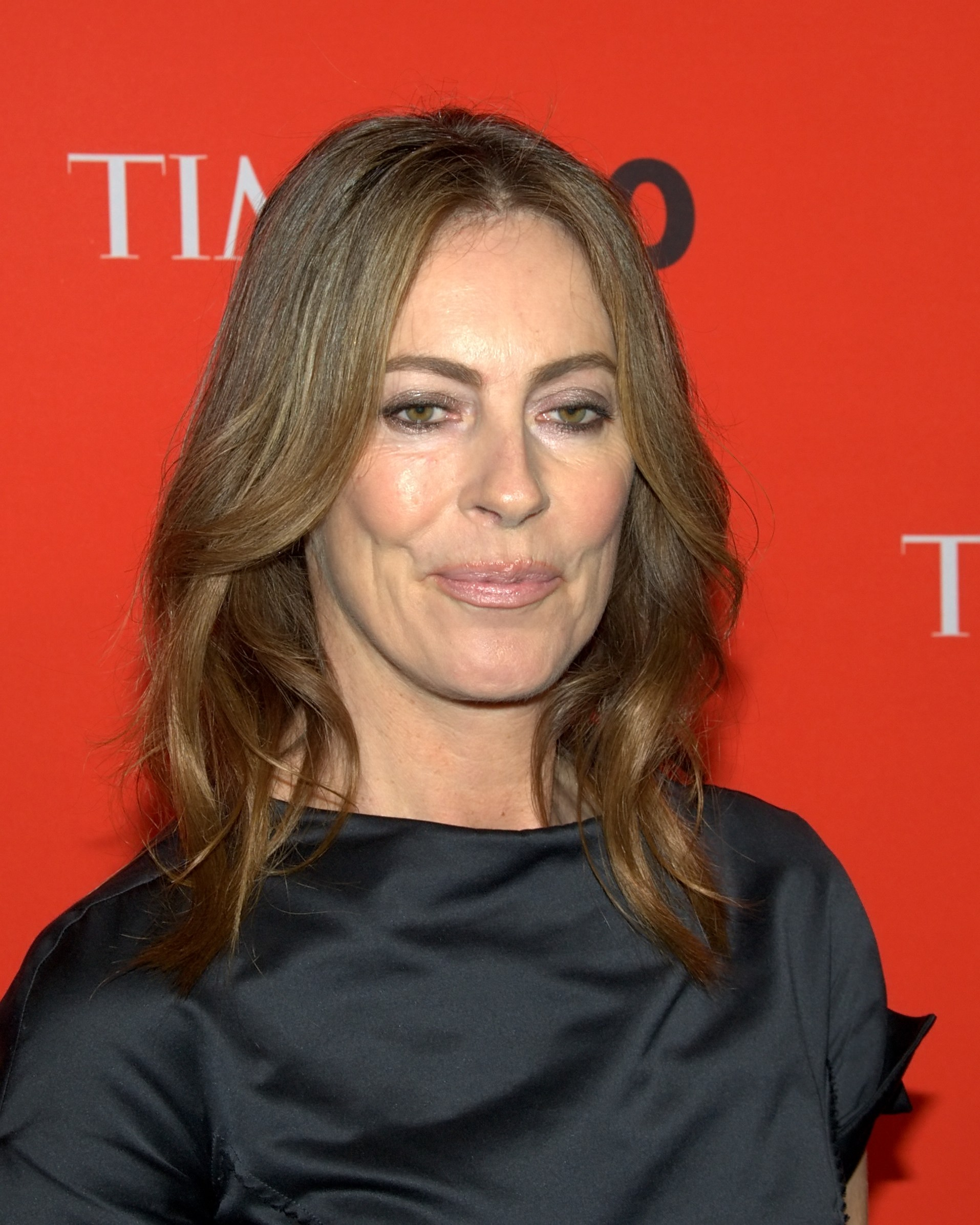
Kathryn Bigelow, vítězka v kategorii nejlepší režie

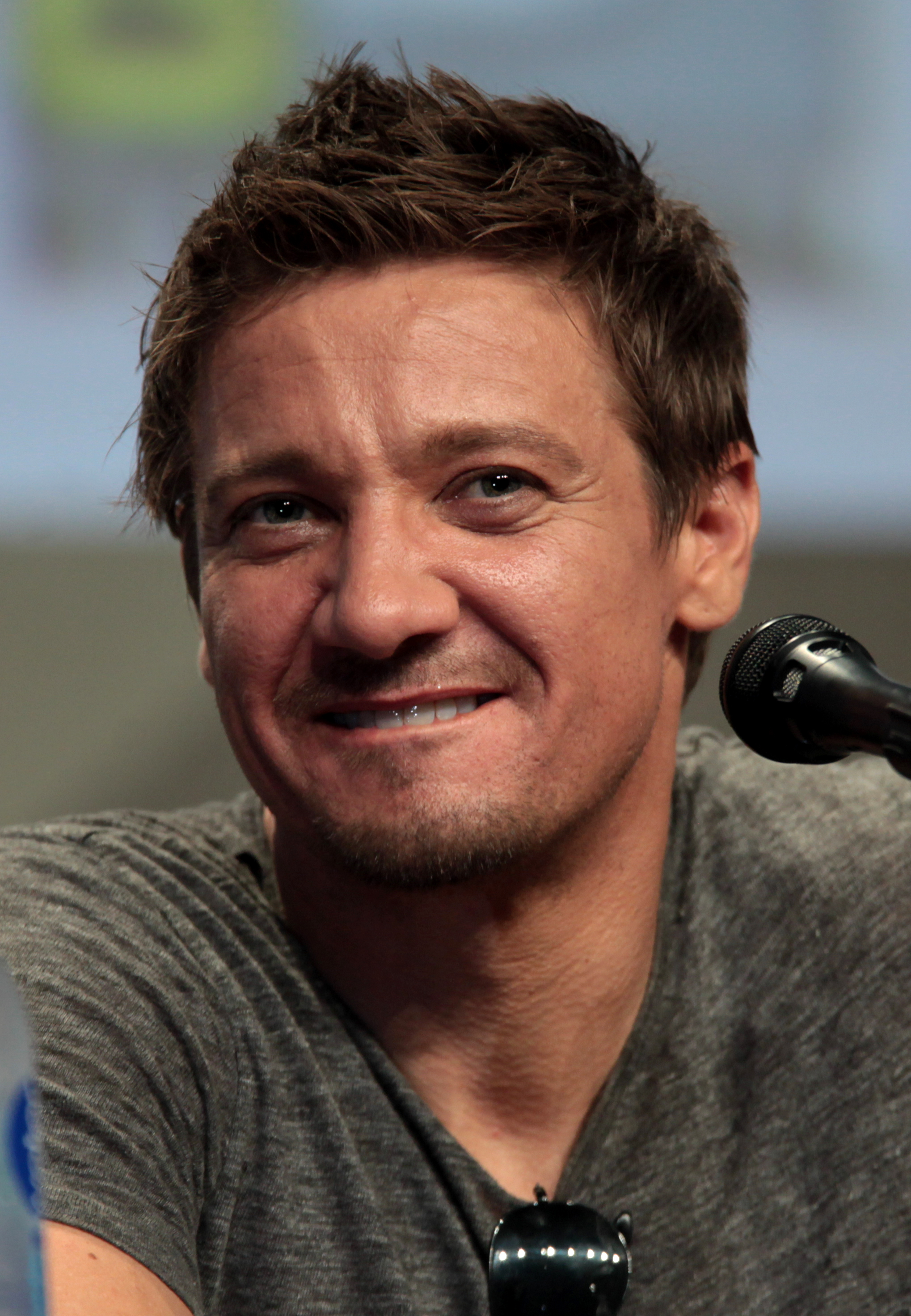
Jeremy Renner, vítěz v kategorii nejlepší mužský herecký výkon v hlavní roli

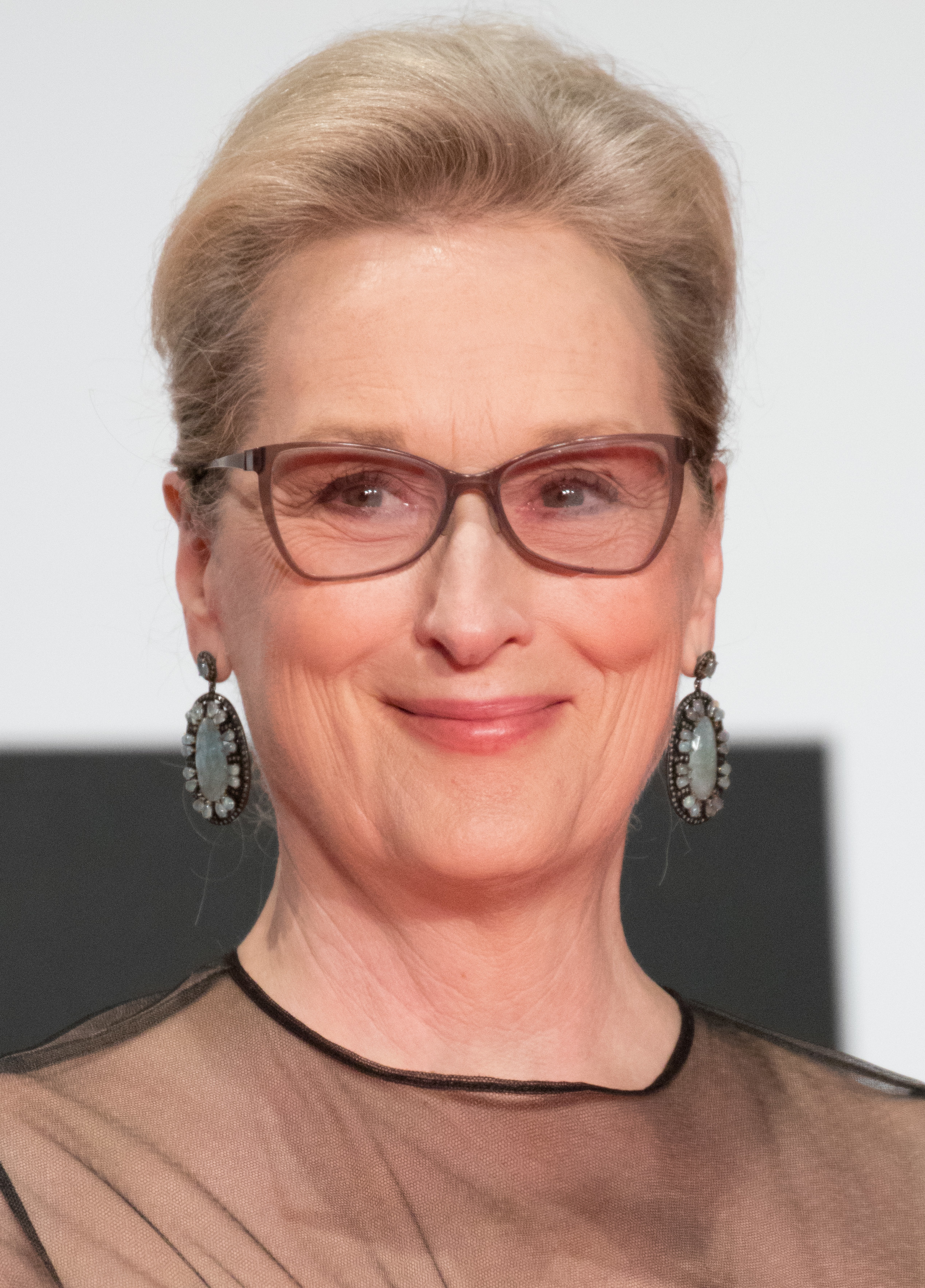
Meryl Streep, vítězka v kategorii nejlepší ženský herecký výkon v hlavní roli

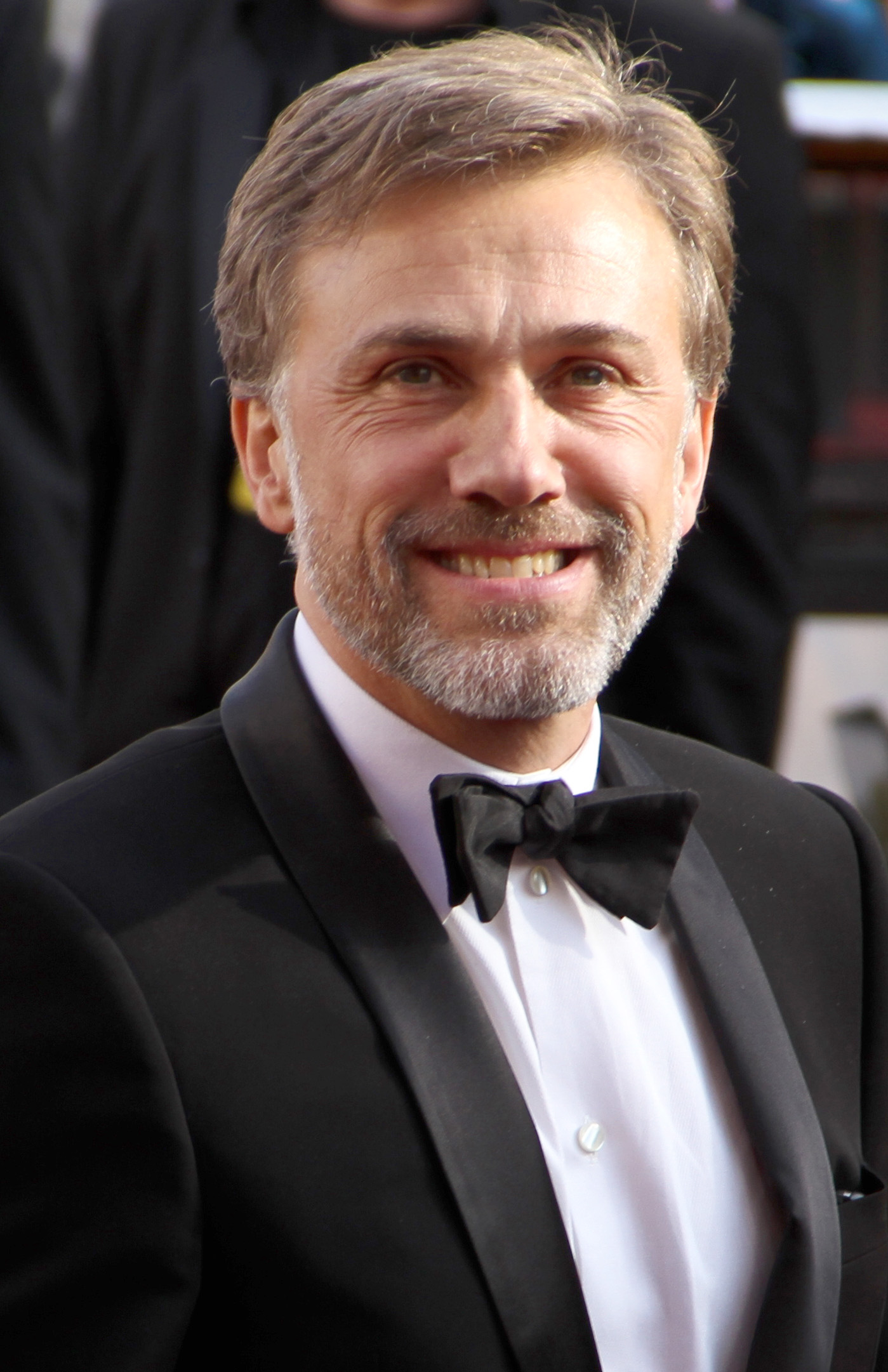
Christoph Waltz, vítěz v kategorii nejlepší mužský herecký výkon ve vedlejší roli

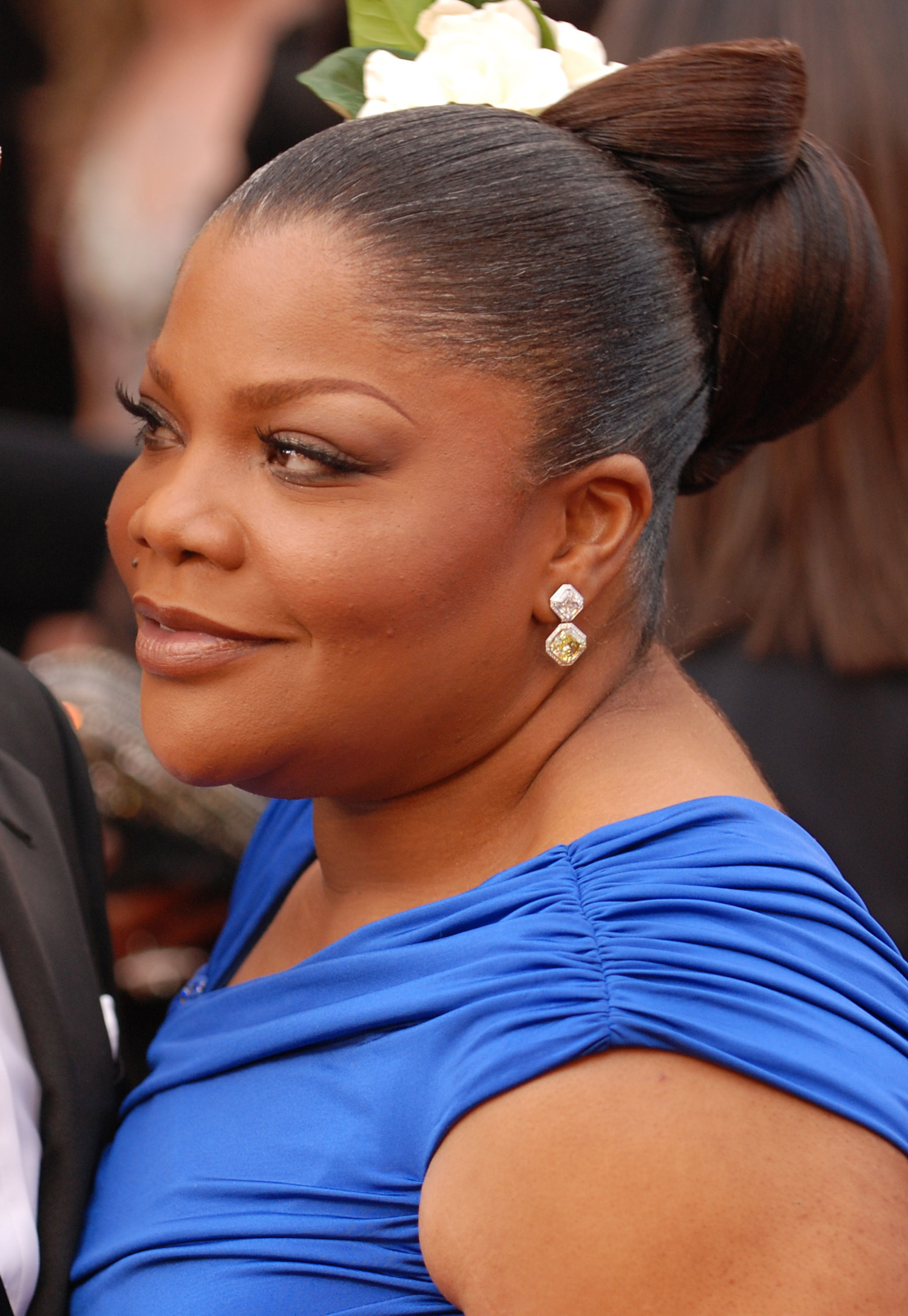
Mo'Nique, vítězka v kategorii nejlepší ženský herecký výkon vë vedlejší roli

## Vítězové
- Nejlepší film
  1. Smrt čeká všude
  2. Seriózní muž
- Nejlepší režisér
  1. Kathryn Bigelow – Smrt čeká všude
- Nejlepší scénář
  1. Joel a Ethan Coen – Seriózní muž
  2. Mark Boal – Smrt čeká všude
- Nejlepší herec v hlavní roli
  1. Jeremy Renner – Smrt čeká všude
- Nejlepší herečka v hlavní roli
  1. Meryl Streep – Julie a Julia
  2. Gabourey Sidibe – Precious
- Nejlepší herec ve vedlejší roli
  1. Christoph Waltz – Hanebný pancharti
  2. Stanley Tucci – Julie a Julia
- Nejlepší herečka ve vedlejší roli
  1. Mo'Nique – Precious
  2. Anna Kendrick – Lítám v tom
- Nejlepší obsazení
  1. Precious a Star Trek (remíza)
  2. Seriózní muž
- Nejlepší dokument
  1. Zátoka
- Nejlepší cizojazyčný film
  1. Letní čas (Francie)
- Nejlepší animovaný film
  1. Vzhůru k oblakům
  2. Fantastický pan Lišák
- Nejlepší kamera
  1. Barry Ackroyd – Smrt čeká všude
  2. Roger Deakins – Seriózní muž
- Nejlepší střih
  1. Bob Murawski a Chris Innis – Smrt čeká všude
  2. Roderick Jaynes – Seriózní muž
- Nejlepší použití hudby
  1. Crazy Heart
- Nejlepší nový filmař
  1. Neill Blomkamp – District 9